# WWE・NXT (TVシリーズ)
NXTは、WWEが毎週放送しているテレビ番組。

## 歴史
2010年2月2日放送のECWでビンス・マクマホンが2月16日で放送終了し、翌週からNXTを始めると発表。2月23日からECWに引き続きSyfyで放送開始。しかし、Syfyは10月から「SmackDown!」の放送を行うことが決まったため、9月28日を以ってテレビ放送は打ち切られ、以降はWWE.comでネット放送されることとなった。
2014年からは同年に開局したWWEネットワークで継続されている。
番組はECW後期の将来のスター選手の発掘するコンセプトを引継ぎ、新人（ルーキー）8人を各番組所属のスター（プロ）8人が指導員となってリング内外からサポートし、WWE契約に導くことを目的としている。発表では試合やドキュメンタリーを含んだリアリティ番組を目指す。
過去にもタフイナフやディーヴァサーチといった新人発掘番組があったが両番組が視聴者の一般公募で集められたのとは異なり、対象となる新人とはWWEの下部組織のFCWの選手たちである。
スマックダウンと共に収録されて生放送で放映となる。
日本ではJ SPORTSがECW枠を、そのまま引継ぎ3月5日から放送を開始している。
本来は優勝者だけがWWEと契約できるという趣旨であったが、実際には途中敗退した者の多くもWWEに残りRAWやスマックダウンの試合に参戦している。
シーズン5は今までに脱落したルーキーの一部が選抜されてシーズン6への出場権を賭けて再登場するというコンセプトであったものの、プロの一部がシーズン中に自主退団もしくは解雇されるなど不測の事態が発生したため、残ったプロが自分の担当以外のルーキーを指導する（タイソン・キッドがデリック・ベイトマンの試合に同伴、JTGがダレン・ヤングとタッグを結成など）、プロがルーキーの指導を放棄する（ダニエル・ブライアン、ホーンスワグル）、選抜されなかったルーキーが介入する（マキシン、パーシー・ワトソン）、NXTに全く関係のないRAW、SmackDown所属のスーパースター同士の試合が行われる（ウーソズvsカート・ホーキンス&タイラー・レックス）など今までのシーズンにない展開を見せている。さら2012年4月、救済ポイントでトップを独走していたタイタス・オニールとヤングが揃ってスマックダウンに移籍したため、開始当初のルーキーはすべて番組を離れ、別番組の若手等が次々と登場。さらに、117回目の放送からは、それまで続いていたストーリーが打ち切られ、時間いっぱいを使って試合だけをする番組となった。
2012年8月からFCWと合体して、FCWからNXTとして始動し、WWE公式サイトもNXTのページがシーズン5で止まっている。

## シーズン1

### 出場者
| ルーキー                 | プロ                 | 勝ち | 負け | 状況          |
| ------------------------ | -------------------- | ---- | ---- | ------------- |
| ウェイド・バレット       | クリス・ジェリコ     | 8    | 5    | 勝者          |
| デビッド・オタンガ       | Rトゥルース          | 6    | 5    | 敗退 (15週目) |
| ジャスティン・ガブリエル | マット・ハーディー   | 7    | 4    | 敗退 (15週目) |
| ヒース・スレイター       | クリスチャン         | 5    | 6    | 敗退 (14週目) |
| ダレン・ヤング           | CMパンク             | 7    | 4    | 敗退 (13週目) |
| スキップ・シェフィールド | ウィリアム・リーガル | 2    | 5    | 敗退 (12週目) |
| ダニエル・ブライアン     | ザ・ミズ             | 0    | 10   | 敗退 (12週目) |
| マイケル・ターヴァー     | カリート             | 1    | 7    | 敗退 (12週目) |

### 投票結果
– 優勝者
    – 生き残り
    – プロの投票
    – 上層部の判断
    – 免除権獲得
シェフィールドは当初MVPがプロを務めることが発表されていたが直前に変更となった。
| ルーキー                 | 6週目 (3月 30日) | 12週目 (5月 11日)                      | 13週目 (5月 18日) | 14週目 (5月 25日) | 15週目 (6月 1日) Round 1 | 15週目 (6月 1日) Round 1 |
| ------------------------ | ---------------- | -------------------------------------- | ----------------- | ----------------- | ------------------------ | ------------------------ |
| ウェイド・バレット       | 2nd              | 1st                                    | 1st               | 1st               | 1st                      | 1st                      |
| デビッド・オタンガ       | 5th              | 2nd                                    | 2nd               | 2nd               | 2nd                      | 2nd                      |
| ジャスティン・ガブリエル | 3rd              | 3rd                                    | 4th               | 3rd               | 3rd                      | elim3                    |
| ヒース・スレイター       | 4th              | 4th                                    | 3rd               | 4th               | elim4                    | elim4                    |
| ダレン・ヤング           | 8th              | 5th                                    | 5th               | elim5             | elim5                    | elim5                    |
| スキップ・シェフィールド | 6th              | 6th                                    | elim6             | elim6             | elim6                    | elim6                    |
| ダニエル・ブライアン     | 1st              | 上層部の判断                           | elim7             | elim7             | elim7                    | elim7                    |
| マイケル・ターヴァー     | 7th              | 上層部の判断                           | elim8             | elim8             | elim8                    | elim8                    |
| 敗退者                   | N / A            | ターヴァー、ブライアン、シェフィールド | ヤング            | スレイター        | ガブリエル               | オタンガ                 |

## シーズン2

### 出場者
| ルーキー                 | プロ                                     | 勝ち | 負け | 状況          |
| ------------------------ | ---------------------------------------- | ---- | ---- | ------------- |
| カヴァル                 | ミシェル・マクール＆レイラ／レイ・クール | 3    | 6    | 勝者          |
| マイケル・マクギリカティ | コフィ・キングストン                     | 6    | 4    | 敗退 (13週目) |
| アレックス・ライリー     | ザ・ミズ                                 | 5    | 4    | 敗退 (13週目) |
| ハスキー・ハリス         | コーディ・ローデス                       | 4    | 4    | 敗退 (11週目) |
| パーシー・ワトソン       | MVP                                      | 3    | 4    | 敗退 (11週目) |
| ラッキー・キャノン       | マーク・ヘンリー                         | 3    | 5    | 敗退 (10週目) |
| イーライ・コットンウッド | ジョン・モリソン                         | 2    | 2    | 敗退 (8週目)  |
| タイタス・オニール       | ザック・ライダー                         | 0    | 3    | 敗退 (4週目)  |

### 投票結果
– 優勝者
    – 生き残り
    – プロとファンの投票
    – 免除権獲得
| ルーキー                 | 4週目 (6月 29日) | 8週目 (7月 27日) | 10週目 (8月 10日) | 11週目 (8月 17日) | 13週目 (8月 31日)        |
| ------------------------ | ---------------- | ---------------- | ----------------- | ----------------- | ------------------------ |
| カヴァル                 | 1st              | 2nd              | 1st               | safe              | 1st                      |
| マイケル・マクギリカティ | 3rd              | 1st              | 2nd               | safe              | 2nd                      |
| アレックス・ライリー     | 4th              | 3rd              | 5th               | safe              | 3rd                      |
| ハスキー・ハリス         | 7th              | 6th              | 4th               | 4th               | elim5                    |
| パーシー・ワトソン       | 2nd              | 4th              | 3rd               | 5th               | elim5                    |
| ラッキー・キャノン       | 5th              | 5th              | 6th               | elim6             | elim6                    |
| イーライ・コットンウッド | 6th              | 7th              | elim7             | elim7             | elim7                    |
| タイタス・オニール       | 8th              | elim8            | elim8             | elim8             | elim8                    |
| 敗退者                   | オニール         | コットンウッド   | キャノン          | ワトソン、ハリス  | ライリー、マクギリカティ |

## シーズン3

### 出場者
| ルーキー   | プロ                                         | 勝ち | 負け | 状況          |
| ---------- | -------------------------------------------- | ---- | ---- | ------------- |
| ケイトリン | ヴィッキー・ゲレロ                           | 3    | 4    | 勝者          |
| ナオミ     | ケリー・ケリー                               | 5    | 4    | 敗退 (13週目) |
| AJ         | プリモ                                       | 6    | 2    | 敗退 (12週目) |
| アクサナ   | ゴールダスト                                 | 2    | 5    | 敗退 (11週目) |
| マキシン   | アリシア・フォックス                         | 1    | 4    | 敗退 (9週目)  |
| ジェイミー | ニッキー・ベラ＆ブリー・ベラ／ベラ・ツインズ | 2    | 0    | 敗退 (5週目)  |

## シーズン4

### 出場者
| ルーキー               | プロ                                  | 勝者 | 敗者 | 状況 |
| ---------------------- | ------------------------------------- | ---- | ---- | ---- |
| コナー・オブライエン   | アルベルト・デル・リオ                |      |      |      |
| ジェイコブ・ノヴァック | ドルフ・ジグラー                      |      |      |      |
| ジョニー・カーティス   | Rトゥルース                           |      |      |      |
| デリック・ベイトマン   | ダニエル・ブライアン                  |      |      |      |
| バイロン・サクストン   | クリス・マスターズ                    |      |      |      |
| ブローダス・クレイ     | テッド・デビアス・ジュニア & マリース |      |      |      |

## シーズン5

### 出場者
| ルーキー               | プロ                   | 勝者 | 敗者 | 状況 |
| ---------------------- | ---------------------- | ---- | ---- | ---- |
| コナー・オブライエン   | ウラジミール・コズロフ |      |      |      |
| ジェイコブ・ノヴァック | JTG                    |      |      |      |
| タイタス・オニール     | ホーンスワグル         |      |      |      |
| ダレン・ヤング         | チャボ・ゲレロ         |      |      |      |
| バイロン・サクストン   | ヨシ・タツ             |      |      |      |
| ラッキー・キャノン     | タイソン・キッド       |      |      |      |

それぞれにキャラクターを変え、参加した選手達だが、ノヴァク、サクストン、キャノン、オブライエンの順で脱落。その直後、デリック・ベイトマンが参戦し、その後一度も投票を行わないまま、オニールとヤングがSmackdownに昇格し、残されたルーキーがベイトマンだけになる。シーズン末期にはWWE・スーパースターズ同様に、ストーリー展開を行わず、試合のみを放送するというコンセプトに変わった。

## FCWとの統合へ
シーズン6よりプロによるルーキーへの指導、投票による生き残り制度を廃止。後期のECW同様に、純粋に新人を発掘するコンセプトに変更。そしてFCWと統合したことによりNXTレスリングへと生まれ変わった。また、NXT王座も設立された。収録日について決められた日にまとめて行われて、フロリダ州ウィンター・ガーデンにあるフルセイル大学が会場となっている。

## その他のタレント
解説
- ジョシュ・マシューズ
- ウィリアム・リーガル（シーズン5から担当）

実況
- マイケル・コール

番組ホスト
- マット・ストライカー

リングアナウンサー
- サバンナ（シーズン1）（2010年2月23日 - 2010年6月1日）
- ジェイミー・キース（シーズン2）（2010年6月8日 - 2010年8月24日）
- トニー・チメル（シーズン3）（2010年8月31日 - 現在）

## 番組テーマソング
- Wild & Young - American Bang
- You Make the Rain Fall - ケヴィン・ルドルフ featuring フロー・ライダー